# Stamboom Willem van Nassau-Siegen (1592-1642)
Dit is de stamboom van graaf Willem van Nassau-Siegen (1592–1642).
| Stamboom Willem van Nassau-Siegen (1592–1642) | Stamboom Willem van Nassau-Siegen (1592–1642)                                                             | Stamboom Willem van Nassau-Siegen (1592–1642)                                                             | Stamboom Willem van Nassau-Siegen (1592–1642) | Stamboom Willem van Nassau-Siegen (1592–1642)                                                             | Stamboom Willem van Nassau-Siegen (1592–1642) | Stamboom Willem van Nassau-Siegen (1592–1642)                                                             | Stamboom Willem van Nassau-Siegen (1592–1642)                                                              | Stamboom Willem van Nassau-Siegen (1592–1642) |
| --------------------------------------------- | --- | --- | --- | --- | --- | --- | --- | --- |
| Betovergrootouders                            | Johan V van Nassau-Siegen (1455–1516) ⚭ 1482 Elisabeth van Hessen-Marburg (1466–1523)                     | Botho III van Stolberg-Wernigerode (1467–1538) ⚭ 1500 Anna van Eppstein-Königstein (1481–1538)            | Johan IV van Leuchtenberg (1470–1531) ⚭ 1502 Margaretha van Schwarzburg-Blankenburg (1482–1518)                                                               | Frederik V ‘de Oudere’ van Brandenburg-Ansbach (1460–1536) ⚭ 1479 Sofia van Polen (1464–1512)             | Filips I van Waldeck-Waldeck (1445–1475) ⚭ 1464 Johanna van Nassau-Siegen (1444–1468) | Willem van Runkel (?–1489) ⚭ 1454 Irmgard van Rollingen (?–1514)                                          | Gerlach II van Isenburg-Grenzau (?–1500) ⚭ 1455 Hildegard van Sierck (?–1490)                              | Hendrik van Hunolstein-Neumagen (?–1486) ⚭ 1466 Elisabeth van Boulay (?–1507) |
| Overgrootouders                               | Willem I ‘de Rijke’ van Nassau-Siegen (1487–1559) ⚭ 1531 Juliana van Stolberg-Wernigerode (1506–1580)     | Willem I ‘de Rijke’ van Nassau-Siegen (1487–1559) ⚭ 1531 Juliana van Stolberg-Wernigerode (1506–1580)     | George III van Leuchtenberg (1502–1555) ⚭ 1528 Barbara van Brandenburg-Ansbach (1495–1552)                                                                    | George III van Leuchtenberg (1502–1555) ⚭ 1528 Barbara van Brandenburg-Ansbach (1495–1552)                | Hendrik VIII van Waldeck-Wildungen (1465–1513) ⚭ vóór 1492 Anastasia van Runkel (?–1502/03) | Hendrik VIII van Waldeck-Wildungen (1465–1513) ⚭ vóór 1492 Anastasia van Runkel (?–1502/03)               | Salentijn VII van Isenburg-Grenzau (vóór 1470–1534) ⚭ Elisabeth van Hunolstein-Neumagen (ca. 1475–1536/38) | Salentijn VII van Isenburg-Grenzau (vóór 1470–1534) ⚭ Elisabeth van Hunolstein-Neumagen (ca. 1475–1536/38) |
| Grootouders                                   | Johan VI ‘de Oude’ van Nassau-Siegen (1536–1606) ⚭ 1559 Elisabeth van Leuchtenberg (1537–1579)            | Johan VI ‘de Oude’ van Nassau-Siegen (1536–1606) ⚭ 1559 Elisabeth van Leuchtenberg (1537–1579)            | Johan VI ‘de Oude’ van Nassau-Siegen (1536–1606) ⚭ 1559 Elisabeth van Leuchtenberg (1537–1579)                                                                | Johan VI ‘de Oude’ van Nassau-Siegen (1536–1606) ⚭ 1559 Elisabeth van Leuchtenberg (1537–1579)            | Filips IV van Waldeck-Wildungen (1493–1574) ⚭ 1554 Jutta van Isenburg-Grenzau (?–1564) | Filips IV van Waldeck-Wildungen (1493–1574) ⚭ 1554 Jutta van Isenburg-Grenzau (?–1564)                    | Filips IV van Waldeck-Wildungen (1493–1574) ⚭ 1554 Jutta van Isenburg-Grenzau (?–1564)                     | Filips IV van Waldeck-Wildungen (1493–1574) ⚭ 1554 Jutta van Isenburg-Grenzau (?–1564) |
| Ouders                                        | Johan VII ‘de Middelste’ van Nassau-Siegen (1561–1623) ⚭ 1581 Magdalena van Waldeck-Wildungen (1558–1599) | Johan VII ‘de Middelste’ van Nassau-Siegen (1561–1623) ⚭ 1581 Magdalena van Waldeck-Wildungen (1558–1599) | Johan VII ‘de Middelste’ van Nassau-Siegen (1561–1623) ⚭ 1581 Magdalena van Waldeck-Wildungen (1558–1599)                                                     | Johan VII ‘de Middelste’ van Nassau-Siegen (1561–1623) ⚭ 1581 Magdalena van Waldeck-Wildungen (1558–1599) | Johan VII ‘de Middelste’ van Nassau-Siegen (1561–1623) ⚭ 1581 Magdalena van Waldeck-Wildungen (1558–1599) | Johan VII ‘de Middelste’ van Nassau-Siegen (1561–1623) ⚭ 1581 Magdalena van Waldeck-Wildungen (1558–1599) | Johan VII ‘de Middelste’ van Nassau-Siegen (1561–1623) ⚭ 1581 Magdalena van Waldeck-Wildungen (1558–1599)  | Johan VII ‘de Middelste’ van Nassau-Siegen (1561–1623) ⚭ 1581 Magdalena van Waldeck-Wildungen (1558–1599) |
| Willem van Nassau-Siegen (1592–1642)          | | | | | | | | |
| Echtgenote                                    | ⚭ 1619 Christiane van Erbach (1596–1646)                                                                  | ⚭ 1619 Christiane van Erbach (1596–1646)                                                                  | ⚭ 1619 Christiane van Erbach (1596–1646) | ⚭ 1619 Christiane van Erbach (1596–1646)                                                                  | ⚭ 1619 Christiane van Erbach (1596–1646) | ⚭ 1619 Christiane van Erbach (1596–1646)                                                                  | ⚭ 1619 Christiane van Erbach (1596–1646)                                                                   | ⚭ 1619 Christiane van Erbach (1596–1646) |
| Kinderen                                      | Johan Willem van Nassau-Siegen (1619–1623)                                                                | Maurits Frederik van Nassau-Siegen (1621–1638)                                                            | Maria Magdalena van Nassau-Siegen (1622–1647) ⚭ 1639 Filips Theodoor van Waldeck-Eisenberg (1614–1645)                                                        | Ernestina Juliana van Nassau-Siegen (1624–1634)                                                           | Elisabeth Charlotte van Nassau-Siegen (1626–1694) ⚭ 1643 George Frederik van Waldeck-Eisenberg (1620–1692) | Hollandina van Nassau-Siegen (1628–1629)                                                                  | Hollandina van Nassau-Siegen (1628–1629)                                                                   | Wilhelmina Christina van Nassau-Siegen (1629–1700) ⚭ 1660 Josias II van Waldeck-Wildungen (1636–1669) |
| Kleinkinderen                                 | – | – | 1. Amalia Catharina van Waldeck-Eisenberg (1640–1699) 2. Hendrik Wolraad van Waldeck-Eisenberg (1642–1664) 3. Floris Willem van Waldeck-Eisenberg (1643–1643) | – | 1. Wolraad Christiaan van Waldeck-Eisenberg (1646–1651) 2. Frederik Willem van Waldeck-Eisenberg (1649–1651) 3. Karel Willem van Waldeck-Eisenberg (1650–1653) 4. Louise Anna van Waldeck-Eisenberg (1653–1671) 5. Charlotte Amalia van Waldeck-Eisenberg (1654–1657) 6. Frederik Willem van Waldeck-Eisenberg (1657–1670) 7. Karel Gustaaf van Waldeck-Eisenberg (1659–1678) 8. Sophia Henriëtte van Waldeck-Eisenberg (1662–1702) 9. Albertine Elisabeth van Waldeck-Eisenberg (1664–1727) | – | – | 1. Eleonora Louise van Waldeck-Wildungen (1661–1661) 2. Willem Filips van Waldeck-Wildungen (1662–1662) 3. Charlotte Dorothea van Waldeck-Wildungen (1663–1664) 4. Charlotte Johanna van Waldeck-Wildungen (1664–1699) 5. Sophia Wilhelmina van Waldeck-Wildungen (1666–1668) 6. Maximiliaan Frederik van Waldeck-Wildungen (1668–1668) 7. Willem Gustaaf van Waldeck-Wildungen (1668–1669) |